# RADIO ν WING
『RADIO ν WING』（ラジオ ニュー ウイング）は、2012年10月24日から2019年9月25日の隔週水曜日に、音泉にて配信されていたラジオ番組。

## 概要
アニメ、ゲーム、音楽、ご当地の情報の紹介していく番組。
パーソナリティは、EARLY WING所属声優の今井麻美と同所属の若手男性声優（交代制）が務める。

## 配信日
- 音泉
  - 隔週水曜日（2012年10月24日 - ）

## 番組タイトル
| 番組名                     | 男性パーソナリティ | 開始日         | 終了日         | 回数（通算） |
| -------------------------- | ------------------ | -------------- | -------------- | ------------ |
| 逢坂・今井のRADIO ν WING   | 逢坂良太           | 2012年10月24日 | 2013年09月25日 | 25（25）     |
| 白井・今井のRADIO ν WING   | 白井悠介           | 2013年10月09日 | 2015年07月01日 | 44（69）     |
| 酒井・今井のRADIO ν WING   | 酒井広大           | 2015年07月15日 | 2016年12月28日 | 38（107）    |
| 松岡・今井のRADIO ν WING   | 松岡一平           | 2017年01月18日 | 2019年03月27日 | 56（163）    |
| 小笠原・今井のRADIO ν WING | 小笠原仁           | 2019年04月10日 | 2019年09月25日 | 13（176）    |

## コーナー
ふつうのおたより
パーソナリティへの質問、番組に取り上げて欲しい作品のリクエストなどをリスナーから募集。
特集のウッシャア！
ゲスト回、作品特集など、リスナーが「ウッシャア！」と喜ぶような時間を届けるコーナー。